# لغات لوكسمبورغ
 يتميز الوضع اللغوي في لوكسمبورغ بالممارسة والاعتراف بثلاث لغات رسمية: الفرنسية والألمانية واللغة الوطنية اللوكسمبرغية، التي تم تأسيسها في القانون عام 1984. ويشار إلى هذه اللغات الثلاث أيضًا باللغات الإدارية الثلاث.
عند تأسيس البلاد، كانت اللغة الفرنسية تتمتع بأكبر مكانة فيها، وبالتالي اكتسبت استخدامًا تفضيليًا كلغة رسمية وإدارية. تم استخدام اللغة الألمانية في المجال السياسي للتعليق على القوانين والمراسيم لجعلها مفهومة للجميع. على مستوى المدارس الابتدائية، كان التعليم مقصوراً على اللغة الألمانية، بينما تم تدريس اللغة الفرنسية في التعليم الثانوي. قانون 26 يوليو 1843، عزز ثنائية اللغة من خلال إدخال تعليم اللغة الفرنسية في المدارس الابتدائية.

## اللوكسمبرجية

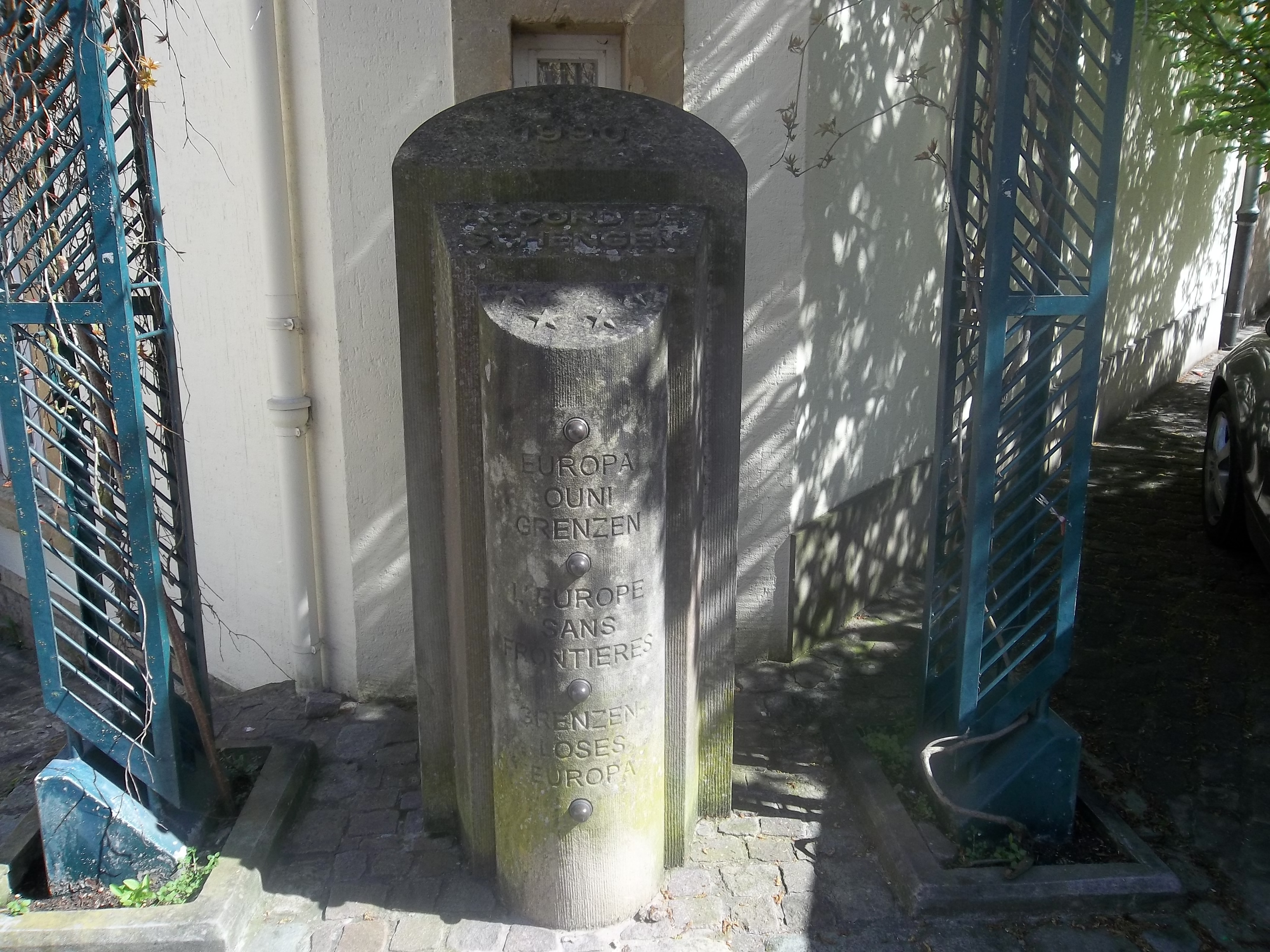
نصب تذكاري لاتفاق شنغن باللوكسمبرجية والفرنسية والألمانية.

اللوكسمبرجية (Lëtzebuergesch)، وهي لغة فرانكونية في منطقة موزيل تشبه الألمانية والهولندية، تم تقديمها في المدرسة الابتدائية في عام 1912. إنها لهجة فرنجية مثل اللهجات في ألمانيا المتاخمة للكسمبرغ. على عكس نظرائهم الألمان، فإنهم يستخدمون العديد من الكلمات الفرنسية، ويتم تعريفها كلغة منفصلة بدلاً من لهجة ألمانية. في سويسرا، تم الحفاظ على اللغة الألمانية المكتوبة، رغم وجود بعض الاختلافات في المفردات، والتي كانت تختلف بشدة عن الخطاب السويسري الألماني المنطوق الذي لا يستطيع الألمان فهمه. في اللوكسمبورغ، تم تحويل اللهجة صوتيًا إلى لغة جديدة، وبينما يتم التحدث باللغة اللوكسمبرجية ومزيج من اللغات المختلفة الأخرى في الشارع، إلا أن الفرنسية هي اللغة الرئيسية التي يتم التحدث بها بجانب الألمانية وأحيانًا اللوكسمبرجية في المتاجر أو المواقع التجارية الأخرى.
ظهرت أولى الجمل المطبوعة في اللوكسمبرجية في عام 1821 في مجلة أسبوعية بعنوان " لوكسمبورغ وشنبلات". صدر الكتاب الأول في لوكسمبورغ في عام 1829 من قبل أنطوان ماير: E 'Schrek ob de' Lezeburger Parnassus. حتى الثمانينات من القرن الماضي، كانت اللغة تستخدم بشكل أساسي في الشعر والدراما، لكنها أصبحت شعبية متزايدة منذ ذلك الحين في الخيال الذي يمثل الآن مساهمة مهمة في أدب لوكسمبورغ. بين عامي 2000 و2002، طور لغوي اللوكسمبورغ جيروم لولينج قاعدة بيانات معجمية تضم 185000 كلمة من أشكال المدقق الإملائي الأول في لوكسمبورغ، وبالتالي أطلق حوسبة اللغة اللوكسمبرجية.